# Moldavia en los Juegos Olímpicos de la Juventud 2018
Moldavia compitió en los Juegos Olímpicos de la Juventud 2018 en Buenos Aires, Argentina, celebrados entre el 6 y el 18 de octubre de 2018. La delegación estuvo conformada por 17 atletas en 10 disciplinas y obtuvo dos medallas de oro en las justas.

## Medallero
| Medalla       | Oro | Plata | Bronce | Total |
| ------------- | --- | ----- | ------ | ----- |
| Total oficial | 2   | 0     | 0      | 2     |

## Atletismo
Moldavia clasificó a una atleta. 
- Individual femenino - Nina Capaţina[2]

## Bádminton
Moldavia clasificó a dos jugadores en base al ranking mundial de bádminton junior.
- Individual masculino - Cristian Savin
- Individual femenino - Vlada Gînga

## Judo
- 40 kg femenino - Paulina Țurcan
- 100 kg masculino - Alin Bagrin

## Pentatlón moderno
- Eventos masculinos - Alex Vasilianov[4]

## Remo
Moldavia clasificó un bote según su rendimiento en Campeonato Europeo Juvenil de Remo de 2018.
- Individual masculino - 1 bote (Ivan Corșunov)

## Tiro deportivo
- Kirill Ușanlî

## Natación
- Tatiana Salcuțan
- Anastasia Moșcenscaia
- Nichita Bortnicov
- Ivan Semidetnov

## Tenis de mesa
Moldavia clasificó a un jugador de tenis de mesa por su desempeño en el Clasificatorio Europeo.
- Individual masculino - Vladislav Ursu

## Lucha
- 71 kg masculino - Alexandrin Guțu
- 43 kg femenino - Maria Leorda
- 57 kg femenino - Irina Rîngaci